# Jagerberg
Jagerberg è un comune austriaco di 1 641 abitanti nel distretto di Südoststeiermark, in Stiria; ha lo status di comune mercato (Marktgemeinde).